# Nikki Randall
Nikki Randall (Macon, Georgia; 11 de agosto de 1964) es una actriz pornográfica retirada estadounidense.

## Biografía
Natural del estado de Georgia, Nikki Randall nació en la localidad de Macon, ubicada en el condado de Bibb, en agosto de 1964. En 1982, poco después de cumplir los 18 años entró en la industria pornográfica y debutó como actriz. Durante su carrera llegó a tener un contrato exclusivo con la compañía Vivid.
Randall grabó para otros estudios como LA Video, Wet Video, Venus 99, Western Visuals, Bizarre Video, Metro, Caballero, Classic X, Sin City, Three Hearts, Arrow, Cal Vista, VCA Pictures o VCX.
Se retiró como actriz en 1996, con un total de 124 películas grabadas. Un año antes de su despedida formal, en la edición de los Premios AVN de 1995, fue incluida en el Salón de la fama de AVN.
Algunas películas suyas fueron Broadway Brat, Coming Alive, Dynamite Brat, Europe on 2 Guys a Day, Girl Toys, Heavy Cream, Jailhouse Nurses, Loose Ends 3, Mile High Club, On Her Back, Still the Brat o Taste of White.